# Politikåret 1813

## Händelser
- 20 november - Suveräna furstendömet Förenade Nederländerna utropas.[1]

### Fotnoter
1. ↑  ”Netherlands” (på engelska). World Statesmen. http://www.worldstatesmen.org/Netherlands.htm. Läst 30 juli 2015.